# Ruislip (metrostation)
Ruislip is een station van de metro van Londen aan de Piccadilly Line en de Metropolitan line. Het station is geopend in 1904.

## Geschiedenis

### Harrow & Uxbridge
In 1897 werd de Harrow & Uxbridge Railway opgericht om Uxbridge per spoor te verbinden met de Metropolitan Railway (MR), de latere Metropolitan Line, en daarmee met de binnenstad. Begin 20e liep de lijn door landelijk gebied zodat alleen bij het dorp Ruislip een tussenstation kwam. Op 4 juli 1904 werden de lijn tussen Roxborough Road aansluiting en Uxbridge, en de stations Ruislip en Uxbridge geopend met stoomdiensten. In 1905 werd de spoorlijn geëlektrificeerd en kwamen er elektrische metrostellen.

### Underground
In 1906 werd de lijn overgenomen door de MR die toch al de elektrische diensten verzorgde, waarmee het de Uxbridgetak van de MR werd. Op 1 maart 1910 werd de District Railway (DR), de latere District Line, vanuit South Harrow doorgetrokken naar Rayners Lane waarna zowel de MR als de DR via Ruislip van/naar Uxbridge reden. Op 23 oktober 1933 werden de diensten van de District Line overgenomen door die van de Piccadilly Line.

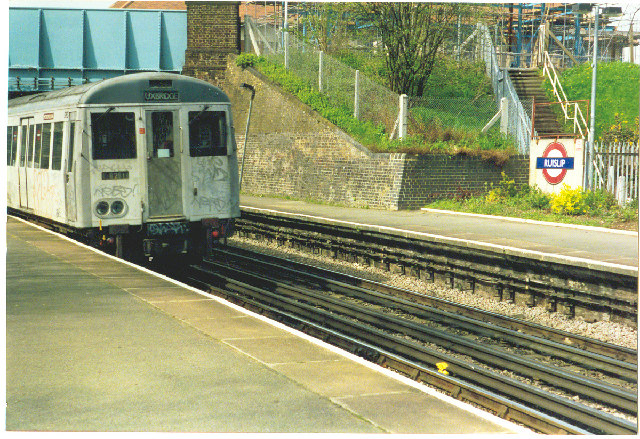
Een metro naar Uxbridge verlaat het station op 1 april 1994.
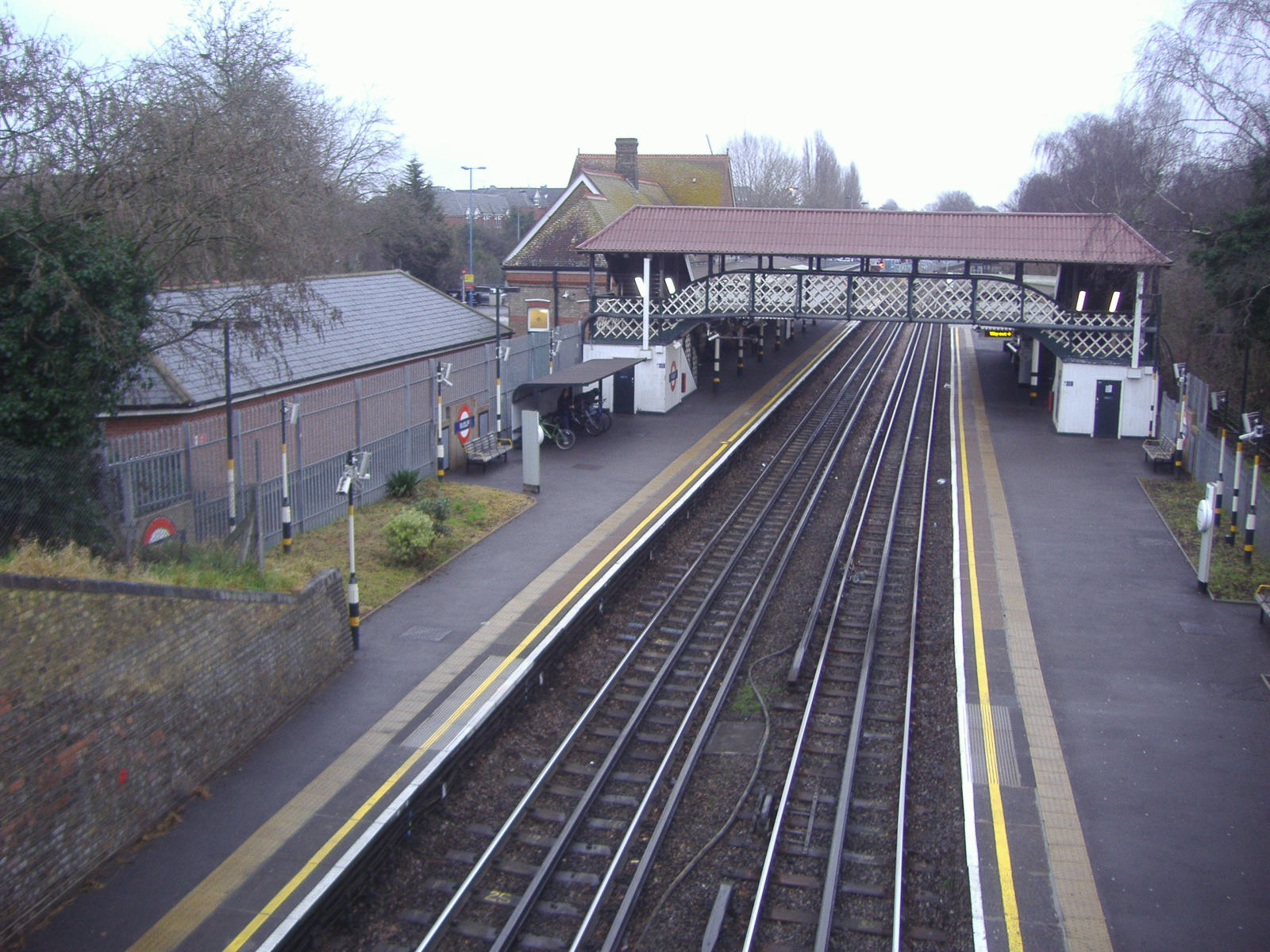
Het station gezien uit het westen. (vanaf de blauwe brug op de foto links)
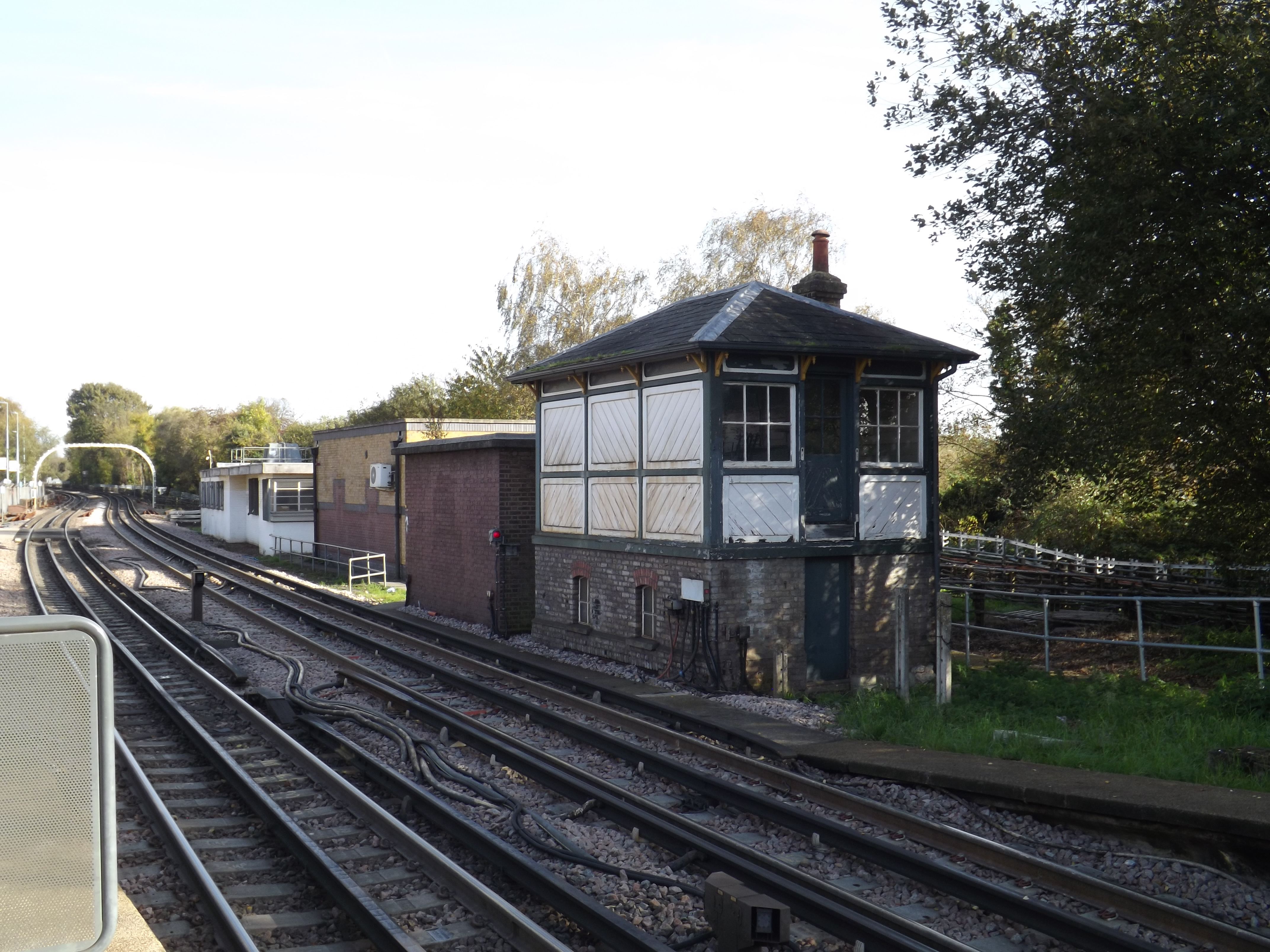
Het seinhuis.

## Ligging en inrichting
Het station is gelegen aan de Station Approach in Ruislip. Als enige tussenstation in 1904 is het herkenbaar aan de bouwstijl uit die tijd. Het stationsgebouw staat aan de noordzijde van het spoor langs het perron voor de metro's naar het centrum. Het andere perron is bereikbaar via een loopbrug met trappen zodat rolstoelgebruikers en kinderwagens eerst naar Northwick Park of Sudbury Town moeten reizen en daar van richting veranderen als ze naar het westen willen. In 2018 werd aangekondigd dat het station volledig rolstoeltoegankelijk zal worden gemaakt, als onderdeel van een investering van £ 200 miljoen om het aantal rolstoeltoegankelijke stations van de metro te vergroten.
Naast het stationsgebouw lag aanvankelijk een overslagplaats voor vee en kolen. Deze werd gesloten in de jaren 60 van de 20e eeuw en het terrein werd omgebouwd tot parkeerterrein. Ten tijde van het goederenstation was er een wisselstraat vlak ten oosten van de perrons zodat metro's die uit de stad binnenkwamen konden keren en via de wissels links rijdend terug konden. Verder boden deze wissels toegang tot de goederenoverslag. Het seinhuis op de oostkop van het zuidelijke perron herrinnert aan deze tijd, al is het seinhuis sinds 1975 niet meer in gebruik.

## Reizigersdienst
In Ruislip is het niet meer mogelijk om metrostellen te keren, de dichtstbijzijnde overloopwissels liggen ongeveer een halve mijl richting Ickenham. Als een metrostel wil keren moeten de reizigers op het zuidelijke perron uitstappen waarna het metrostel moet doorrijden naar de inrit van depot Ruislip. Daar moet de bestuurder naar het andere eind van het metrostel waarop via de overloopwissels aldaar links rijdend naar Ruislip teruggekeerd kan worden. Deze oversteek belemmert de normale dienstuitvoering in beide richtingen en wordt daarom meestal alleen uitgevoerd door een beperkt aantal ritten van de Piccadilly Line in de spits.

### Metropolitan Line
De Metropolitan Line is de enige lijn met sneldiensten die op de Uxbridgetak alleen rijden in de ochtendspits (06:30 tot 09:30) van maandag tot vrijdag. Deze semi-snelle metro's stoppen niet bij Northwick Park, Preston Road en Wembley Park.
De normale dienst tijdens daluren omvat:
- 8 ritten per uur naar Aldgate (alle stations)
- 8 ritten per uur naar Uxbridge

De dienst tijdens de ochtendspits omvat:
- 2 ritten per uur naar Aldgate (semi-snel)
- 4 ritten per uur naar Aldgate (alle stations)
- 4 ritten per uur naar Baker Street (alle stations)
- 10 ritten per uur naar Uxbridge

De dienst tijdens de avondspits omvat:
- 7 ritten per uur naar Aldgate (alle stations)
- 3 ritten per uur naar Baker Street (alle stations)
- 10 ritten per uur naar Uxbridge

### Piccadilly Line
Tussen Rayners Lane en Uxbridge rijden voor ongeveer 06:30 uur (maandag - vrijdag) en 08:45 uur (zaterdag & zondag) geen metro's op de Piccadilly Line, behalve één vertrek in de vroege ochtend vanuit Uxbridge om 05:18 uur (maandag - zaterdag) en 06:45 uur (zondag).
De normale dienst tijdens de daluren omvat:
- 3 ritten per uur naar Cockfosters
- 3 ritten per uur naar Uxbridge

Tijdens de spits geldt:
- 6 ritten per uur naar Cockfosters
- 6 ritten per uur naar Uxbridge